# ماكس اندروز
ماكس اندروز (بالإنجليزية: Max Andrews)‏ هو لاعب كرة قدم أمريكي، ولد في 2004 في ويلتون ‏ في الولايات المتحدة.

## وصلات خارجية
- ماكس اندروز على موقع قاعدة بيانات كرة القدم.إي يو (الإنجليزية)
- ماكس اندروز على موقع Soccerway.com (الإنجليزية)